# Un topo pauroso
Un gatto pauroso (Timid Tabby) è un film del 1957 diretto da William Hanna e Joseph Barbera. È il centoseiesimo cortometraggio animato della serie Tom & Jerry. In Italia è più conosciuto come Il gatto pauroso.

## Trama
Tom riceve una lettera che dice che suo cugino George, identico a Tom ma con la paura dei topi, verrà a trovarlo. Il gatto decide così di barricare la tana di Jerry; subito dopo arriva George, e il topo fugge dalla tana, avvicinandocisi. Jerry lo spaventa con successo, ma fallisce con Tom, che lo chiude nuovamente nella tana. Il topo però esce nuovamente dalla tana, così, dopo un breve inseguimento, George chiede aiuto a Tom. I due gatti decidono di collaborare per scacciare Jerry, presentandosi al topolino in modo da fargli credere che Tom si stia sdoppiando. Spaventato, Jerry fugge di casa e si reca presso un ospizio per topi affetti da esaurimenti nervosi.